# 脾 (臟腑)
脾为五臟之一，根据藏象、经络学说，功能是：
- 脾主运化，有运化水穀、输佈精微与运行水液的功能；人体气血、津液均来源于水穀的精微，故称“脾为后天之本”。
- 脾统血，脾有统摄血液的作用；若脾气虚不能统血，可见便血、崩漏等症。
- 脾主肌肉、四肢，脾能运输饮食化生的营养物质，以充养肌肉、四肢；《素问·痿论》：“脾主身之肌肉。”《素问·太阴阳明论》：“四肢皆禀气于胃，而不得至经，必因于脾，乃得禀也。”
- 脾气通於口，脾与口有内在联系，所以有“脾开窍于口”之说。
- 脾的经脉为足太陰经，与足阳明胃经有表裡关系。

中醫理論的「脾」有重要的消化和運化營養物質功能（其也和胃互為臟腑），所以有學者認為對應的應是胰脏。

## 外部連結
- 脾虛 中藥方劑圖像數據庫 (香港浸會大學中醫藥學院) （中文）（英文）

## 另見
- 脾之大络